# Polygala tinctoria
Polygala tinctoria är en jungfrulinsväxtart som beskrevs av Vahl. Polygala tinctoria ingår i släktet jungfrulinssläktet, och familjen jungfrulinsväxter. Inga underarter finns listade i Catalogue of Life.